# Рябцев Олексій Васильович
Олексій Васильович Рябцев (нар. 30 вересня 1974, Хмільник, Вінницька область, УРСР) — радянський та український футболіст, півзахисник, тренер.

## Клубна кар'єра
Народився в містечку Хмільник Вінницької області. Вихованець місцевої ДЮСШ, з 1987 по 1991 рік навчався в київському РВУФК. Футбольну кар'єру розпочав у 1991 році в дублі київського «Динамо». В останньому розіграші Другої ліги СРСР виступав у вінницькій «Ниві», за яку провів 5 поєдинків. У першому розіграші незалежного чемпіонату України виступав за першолігове «Динамо-2». Дебютував за другу команду киян 11 квітня 1992 року в переможному (2:0) виїзному поєдинку 8-о туру підгрупи 1 проти київського СКА. Олексій вийшов на поле на 46-й хвилині, замінивши Володимира Ваніна, а на 62-й хвилині відзначився голом у воротах команди-суперниці. У футболці «Динамо-2» з перервами виступав до 1994 року, за цей час у Першій лізі зіграв 29 матчів та відзначився 1 голом. У сезоні 1992/93 років виступав у складі вінницької «Ниви», за яку в Першій лізі відіграв 17 поєдинків. У травні 1994 року провів 2 матчі за черкаський «Дніпро» в Першій лізі.
По завершенні контракту з київським «Динамо» підписав контракт з вінницькою «Нивою». Дебютував за вінницький колектив 17 липня 1994 року в переможному (3:0) домашньому поєдинку 1-о туру Вищої ліги проти луцької «Волині». Рябцев вийшов на поле на 60-й хвилині, замінивши Шубіна. Дебютним голом за вінницьку команду відзначився 13 листопада 1996 року на 66-й хвилині (реалізував пенальті) нічийного (1:1) домашнього поєдинку 1/4 фіналу кубку України проти київського ЦСКА. Олексій вийшов на поле на 63-й хвилині, замінивши Олександра Грановського. У Вищій лізі відзначився дебютним голом 18 квітня 1997 року на 7-й хвилині програного (1:2) домашнього поєдинку 22-о туру проти донецького «Шахтаря». Олексій вийшов на поле в стартовому складі та відіграв увесь матч. Наприкінці 90-х років XX століття мав пропозиції від інших клубів, у тому числі й від російських «Зеніт» (Санкт-Петербург) та «Газовик-Газпром» (Іжевськ). У команді виступав до кінця 2003 року, за цей час у Вищій та Першій лігах чемпіонату України зіграв 217 матчів та відзначився 26-а голами, 16 матчів (2 голи) провів у кубку України та 4 поєдинки у Кубку володарів кубків. У 2004 році виїхав до Молдови, де зіграв 8 матчів у місцевому чемпіонаті за «Ністру» (Атаки). Проте сезон 2004/05 років знову провів у «Ниві». У футболці вінницького клубу в чемпіонаті України зіграв 19 матчів та відзначився 1 голом, ще 3 матчі провів у кубку України.
Наступний сезон розпочав у сумському «Спартаку». Дебютував за «спартаківців» 4 вересня 2005 року в програному (0:2) виїзному поєдинку 5-о туру Першої ліги проти дніпродзержинської «Сталі». Рябцев вийшов на поле в стартовому складі та відіграв увесь матч, а на 88-й хвилині отримав жовту картку. У складі «Спартака» зіграв 7 матчів у Першій лізі. Під час зимової перерви покинув розташування сум'ян. З 2006 по 2007 рік виступав в аматорському чемпіонаті України в клубах «Нива-Світанок» та «Авангард» (Сутиски). У 2007 році провів 2 поєдинки в Другій лізі за «Ниву-Світанок». У 2008 році знову виступав в аматорському чемпіонаті України, цього разу в «Горизонті» (Козятин). Потім виступав у чемпіонаті Вінницької області. З 2009 по 2010 рік — у «Віламі» (Хмельник), а з 2010 по 2016 рік — у «Шляховику» (Погребище).

## Кар'єра в збірній
Викликався до юнацької збірної СРСР U-16. Також зіграв 1 поєдинок, в якому відзначився голом, у складі молодіжної збірної України.

## Кар'єра тренера
Розпочав тренерську діяльність ще будучи гравцем. У 2007 році входив до тренерського штабу вінницької «Ниви-Світанок». З 2015 року очолює ВОДЮСШ «Вінниця».

## Особисте життя
Олексій був не єдиним професіональним футболістом в родині. Його брат, Денис, також займався футболом, відомий за виступами у вінницькій «Ниві». Син Олексія, Владислав, також став футболістом.

У 2022 році, після повномасштабного вторгнення РФ проти України, вступив до лав Збройних Сил України.